# جامعة الدولة للاتصالات
جامعة الدولة للاتصالات مؤسسة تعليم عالي أوكرانية، (بالأوكرانية: Державний університет телекомунікацій) هي جامعة تقع في كييف عاصمة أوكرانيا. تأسست هذه الجامعة في سنة 1996